# Fonny Boesmans
Alfons Jean Guillaume (Fonny) Boesmans (Hasselt, 23 februari 1946) is een voormalig Belgisch journalist en politicus voor de SP. Vanaf 1990 was hij ook vertegenwoordiger van België op de wereldtentoonstellingen.

## Levensloop
Boesmans werd beroepshalve journalist bij de Volksgazet en bij de Socialistische Omroep. Tevens was hij zaakvoerder en werkte hij als persattaché bij de SP-ministers Roger De Wulf en Freddy Willockx.
Hijzelf werd ook politiek actief voor de SP en was voor deze partij van 1977 tot 1994 gemeenteraadslid van Temse. Van 1977 tot 1985 was hij eveneens provincieraadslid van Oost-Vlaanderen. Van 1985 tot 1989 zetelde hij ter opvolging van Karel Van Miert in het Europees Parlement, waar hij zich voornamelijk bezighield met thema's rond mensenrechten, veiligheid, leefmilieu en scheepsbouw. Bij de verkiezingen van 1989 werd hij echter niet herkozen.
Van oktober 1994 tot mei 1995 zetelde Boesmans eveneens in de Belgische Senaat als rechtstreeks verkozen senator voor het kiesarrondissement Dendermonde-Sint-Niklaas. In de periode november 1994-mei 1995 had hij als gevolg van het toen bestaande dubbelmandaat ook zitting in de Vlaamse Raad.
In 1990 werd hij directeur van het Belgisch paviljoen op Expo92 Sevilla. In 1996 werd hij door de Belgische regering aangesteld als commissaris-generaal voor België op de wereldtentoonstelling te Lissabon en in 2000 was hij adjunctcommissaris-generaal op de wereldtentoonstelling te Hannover. Later werd hij weer commissaris-generaal van België voor de wereldtentoonstelling 2005 in Aichi (Japan) en de wereldtentoonstelling Zaragoza in 2008.
Boesmans is commandeur in de Leopoldsorde.